# Apatania brevis
Apatania brevis är en nattsländeart som först beskrevs av Martin E. Mosely 1936.  Apatania brevis ingår i släktet Apatania och familjen Apataniidae. Inga underarter finns listade i Catalogue of Life.

## Bildgalleri

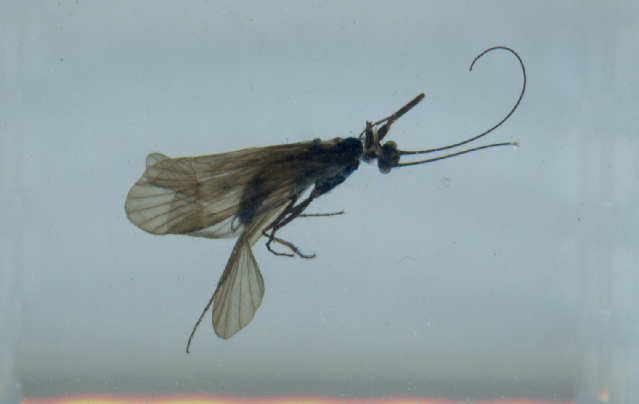